# Berlin-Reinickendorf
Reinickendorf ist ein Ortsteil im gleichnamigen Bezirk Reinickendorf von Berlin.

## Lage
Der Ortsteil weist bereits eine vorstädtisch niedrigere Bauweise auf als der südlich angrenzende Ortsteil Wedding mit seinen Mietskasernenvierteln im Innenstadtbezirk Mitte. Im Osten schließt sich der Bezirk Pankow mit den Ortsteilen Niederschönhausen und Wilhelmsruh an, die Grenze bildet die Nordbahn. Angrenzende Ortsteile innerhalb des Bezirks Reinickendorf sind Wittenau im Norden mit dem Nordgraben auf einem Abschnitt der Ortsteilgrenze und der Arbeitersiedlung Borsigwalde sowie Tegel im Westen.
Vor der Besiedlung war das Gebiet des Dorfes größtenteils sandig und sumpfig. Südlich begrenzte die Magistratsheide das Gebiet. Westlich am Schäfersee gab es Wiesenland. Im Norden über dem Dorfanger, zwischen der Nordbahn und der Roedernallee, befand sich die große Peckwisch, eine wassergetränkte Wiese (Moor) mit Schilf und Seerosen. Im Osten lagen die Schönhauser Fichten.
Gräben und Teiche
| - Alter Kienhorstgraben (Lage) - Breitkopfbecken (Lage) - Feldgraben (Lage) - Feldgrabenteich (Naturdenkmal) (Lage) - Kienhorstgraben (Lage) - Lienemann-Becken und Graben (Lage) - Peckwischgraben (Lage) - Regenbecken Klamannstraße (Lage) | - Rohrwischgraben (Lage) - Schäfersee (Lage) - Schwanenteich (Lage) - Schwarzer Graben (Lage) - Schwarzer Graben-Kanal (Lage) - Seidelbecken (Lage) - Septimerbecken (Lage) |

## Geschichte

### Von der Gründung bis zum 18. Jahrhundert
Um das Barnimland zu besiedeln, gab der Markgraf als Landherr seinen Gefolgsleuten und Siedelmeistern den Auftrag am Harz und im westlichen Deutschland Menschen anzuwerben. So gelangte eine Gruppe in die Gegend des Schäfersees. Ihr Siedelmeister war wahrscheinlich der Lokator Reginhard. In Kurzform Reinhard und in niederdeutscher Sprache Reinicke. Reinickendorf wurde um 1230 als ein Angerdorf gegründet. Urkundlich erwähnt wurde es erstmals beiläufig als Renekendorf im Jahre 1345:

„Zunächst […] Gebhard von Alvensleben, Hempe von Knesebeck und die Vasallen der Altmark […] Am Freitag begaben sich die Genannten in das Dorf Renekendorf, dort bleibend drei Tage, und verzehrten unter anderem außer Brot 29 Pfund 10 Demare“

Das Vorgängerdorf war Neuenhagen, das schon vor 1200 am Schäfersee gegründet wurde. Die dort ansässigen Bauern wurden jedoch schon bald abgezogen, sodass dieser zum Hof Neuenhagen wurde. Erstmalige Erwähnung fand er im Jahre 1390 im Berliner Stadtbuch. Später wurde das Ritterland des Hofes Neuenhagen mit der Feldmark des Dorfes Reinickendorf vereinigt. Daraufhin wurde der Hof aufgegeben und es entstand ein Gutshof (bei Alt-Reinickendorf 49–52).
Reynekenstorf wurde 1375 im Landbuch Karls IV. zwar im Ortsregister erwähnt, jedoch ohne detaillierte Angaben zum Dorf, ein seltener Ausnahmefall. Nähere Angaben zum Dorf folgten erst 1397: Es hatte 40 Hufe, davon vier Pfarrhufe und sechs Schulzenhufe. Es gab einen Krug und 13 Kossäten. Zehn der 30 zinspflichtigen Bauernhufe wurden kurz darauf in freie Hufe eines Guts umgewandelt. Am südlichen Dorfeingang befand sich der Krug, der sich rentierte, da das Dorf an der Heerstraße nach Mecklenburg über Bötzow (Oranienburg) lag.

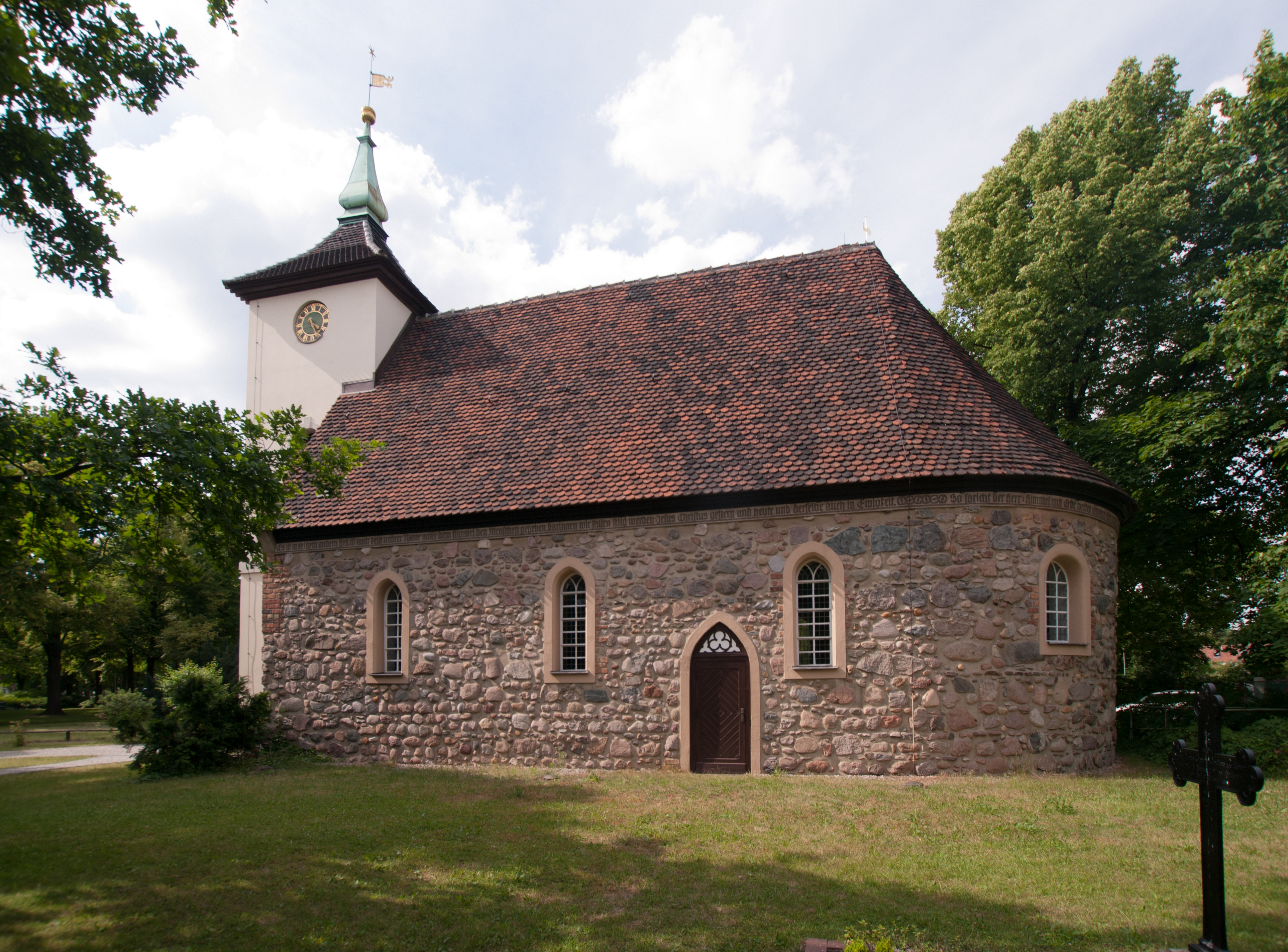
Dorfkirche Reinickendorf

Aufgrund der 1397 erwähnten Pfarrhufe galt Reinickendorf als Kirchdorf, wird also spätestens zu diesem Zeitpunkt eine Kirche auf dem Dorfanger besessen haben, vermutlich aus Holz oder aus Fachwerk. Die älteste der beiden Kirchenglocken wurde mit der Jahreszahl 1491 geprägt. Um 1500 wurde die Dorfkirche Reinickendorf im gotischen Stil erneuert. Nachdem der Markgraf das Dorf an die Doppelstadt Berlin-Kölln verpfändet hatte, gehörte es, nach der Vereinigung, vor 1391 dem Rat der Stadt Berlin. Darauffolgend wurde das Dorf vom Rittergutshof am Dorfanger bewirtschaftet. Den Betrieb leitete ein Meier und der städtische Heidereiter (Förster) hatte die Oberaufsicht. Der Magistrat entlohnte Schäfer und Hirten. Da Berlin nicht mehr genügend Erträge aus dem Dorf erhielt, wurde es 1568 erneut verpfändet.
Nach der Großen Plünderung (1631) während des Dreißigjährigen Krieges (1618–1648) wurde das Dorf am 24. Juni 1632 an den Berliner Handelsherren Peter Engel verkauft. Nachdem es später wieder zu Kriegsereignissen gekommen war, brannte unter anderem der Gutshof nieder. 1638 konnte der Acker nur noch teilweise bestellt werden. Infolgedessen wurden 1642 keine Einnahmen mehr gemacht. Nach dem Dreißigjährigen Kriege zählte man 1652 nur noch fünf Kossäten und kein einziger Bauer blieb erhalten. Der Sohn Peter Engels, Christian Engel, geriet 1653 in finanzielle Schwierigkeiten, sodass er sein Lehnsrecht für 50 Jahre verpachtete. Das Wiederkaufsrecht überließ er 1680 dem Rat, der sieben Jahre lang über den Kauf verhandeln musste, bevor Reinickendorf am 1. April 1710 wieder der Stadt Berlin überlassen wurde. Die Stadt verpachtete es daraufhin an den Kaufmann Johann Caspar Pollborn. Dieser war bei den Bauern so unbeliebt, dass sie eines Tages seinen Gutshof stürmten um ihn zu verprügeln.
Nach dem Wiederaufbau, verwalteten ab 1716 bis 1740 die Lehnschulzen Görgen und Martin Linemann das Gut nacheinander als Pächter. Martin Linemann geriet mit dem Pächter von Naucke in Wedding in einen Streit, über das Hütungsrecht des ehemaligen Neunhagenschen Feld. Deswegen kam es im November 1729 zu einer blutigen Schlägerei zwischen beiden Pächtern. Nachdem der Streit zu Gericht getragen wurde, urteilte das Kammergericht letztendlich für Wedding. Im Jahre 1738 wurden die Bauern Jakob Bruseberg und Hans-Jürgen Hausotter als Wortführer in einem Streit gegen den Schulzen genannt, von dem sie sich schlecht vertreten fühlten.
Als die männliche Linie der Schulzenfamilie Linemann im Jahre 1770 endete, kaufte der Magistrat den Hof. Am 18. November 1789 stimmte der Magistrat einem Vorschlag zu, nachdem die Gemeinde Reinickendorf das Gut selbst als Erbpacht nehmen sollte. Daraufhin übergab 1790 der Magistrat das Ackerland, von 588 Morgen, der Gemeinde. Bis 1872 gehörte es nun erneut dem Rat. Das Gut wurde 1792 aufgeteilt, den Acker bekam die Gemeinde, Schäferei und Gutshof wurden verkauft. 1821 wurde die gemeinsame Bewirtschaftung der Äcker und Wiesen durch die Bauern aufgehoben. Infolgedessen wurden die drei alten Felder und das Ritterland aufgeteilt (Separation). Die gemeinschaftliche Holzung blieb bis 1834 erhalten. Darauffolgend wurde hinter dem Dorfanger ein neuer Friedhof angelegt. Die Wege nach Pankow und Schönhausen wurden zusammengelegt (heute: Klemkestraße) und die Landstraße von Berlin nach Oranienburg, die südwestlich des Dorfes verlief, wurde durch das Dorf geleitet und bis in das Jahr 1839 zu einer Chaussee ausgebaut. An einem Chausseehaus am östlichen Ausganges des Dorfes, das bis 1895 erhalten blieb, musste ein Wegezoll entrichtet werden. Die dabei entstanden Einnahmen finanzierten den Straßenbau in Berlin. 1849 erfolgte dann der Bau der Erweiterungsstraße der Chaussee vom Schäfersee bis zum Rosenthaler Tor am heutigen Rosenthaler Platz. Zu dieser Zeit fungierte ein Hirtenhaus als Armenhaus. Im Jahre 1841 begann die Hausnummerierung des Dorfes. 1852 kam es in Reinickendorf zur Bauernbefreiung. Die Bauern lösten durch Geldzahlungen an Berlin ihre Abgabepflicht ab und wurden darauf zu freien Bauern.
Nachdem die Bauern nun keine Zinspflicht mehr erbringen mussten, begann der Verkauf von Ackerland. Auch ließen sich Büdner außerhalb des Dorfes nieder. Das verkaufte Ackerland fiel danach häufig der Spekulation zum Opfer. So erwarb nach mehrmaligen Besitzerwechsel der Bankier Eichborn im Jahre 1870 das 1832 versteigerte Lehnschulzen-Gut für 29.000 Taler und teilte es in 109 Parzellen auf, welche er einzeln verkaufte. Ab 1872 begann nun die Besiedelung der Feldmark des Dorfes durch Zuzügler. In diesem Rahmen parzellierte der Bauer Karl Ferdinand Hausotter sein Ackerland (Hausotterplan) und ließ die heutige Hausotterstraße und den Hausotterplatz anlegen. Neben dem Verkauf des Ackerlandes der Bauern an Kirchengemeinden für Friedhofsland und an Terraingesellschaften begannen die Bauern auch Ackerland an Industrielle, die Erweiterungsflächen für ihre Fabriken benötigten, zu verkaufen.

### 19. Jahrhundert bis zum Ende des Zweiten Weltkriegs

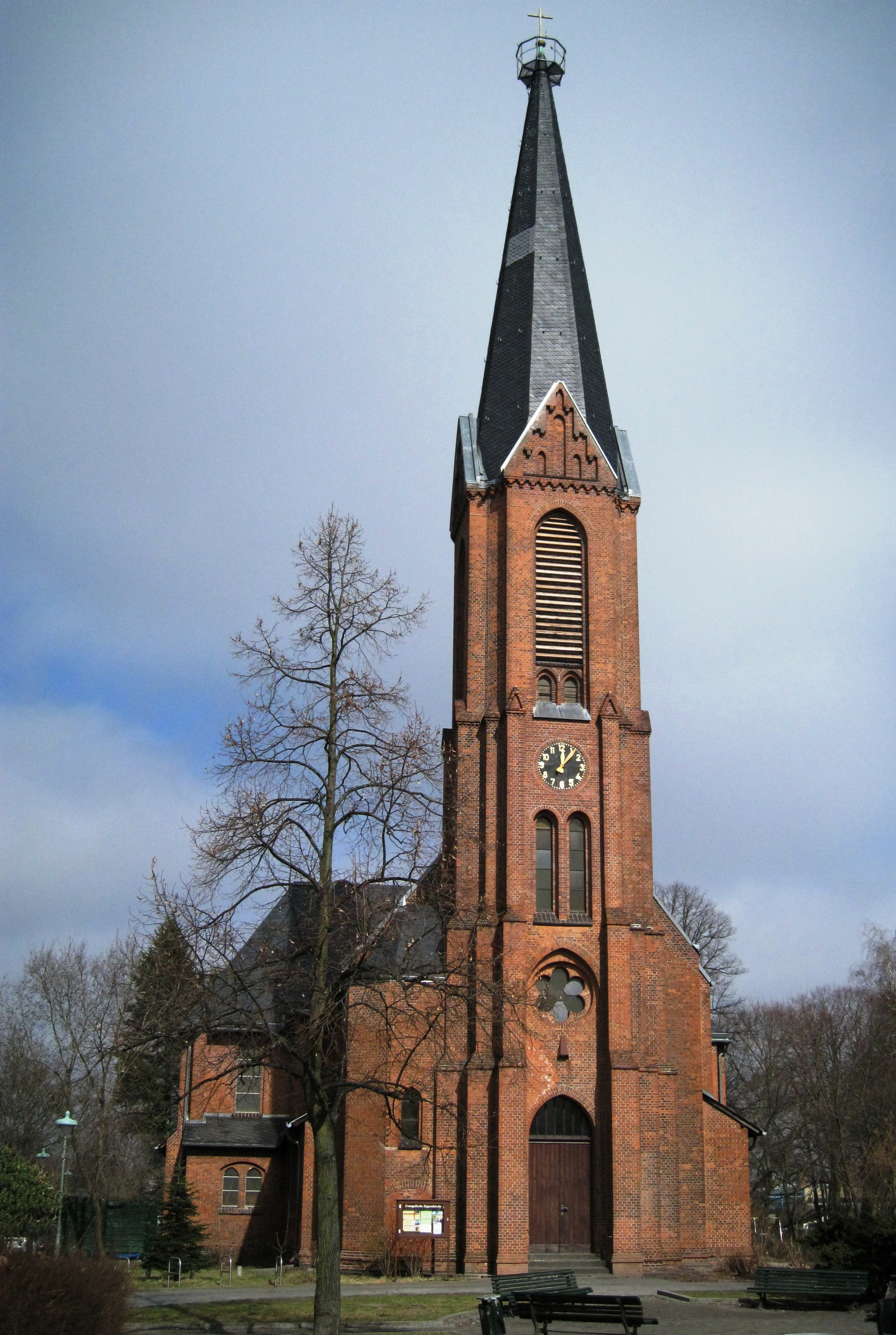
Segenskirche an der Auguste-Viktoria-Allee

Mitte des 19. Jahrhunderts wurde Reinickendorf von der Industrialisierung erfasst und erlebte einen beachtlichen Aufschwung. Zu den ersten Industrieansiedlungen gehörte das 1840  gegründete Eiswerk von Louis Thater. Später kam das 1852 erbaute Berliner Natureiswerk am Schäfersee von Eduark Mudrack hinzu. Dort erntete man von 1856 bis 1911 im Winter aus dem Schäfersee Eisblöcke, die anschließend in mit Torf isolierten Eishäusern eingelagert wurden, um sie im Sommer an Gaststätten und Brauereien verkaufen zu können. Da später die Wasserqualität des Sees für das Natureis unzureichend wurde, legte man fünf künstliche Becken zur Eisproduktion an. Nachdem man 1911 die Natureisproduktion aufgab, schuf Mudracks Nachfolger Wilhelm Rohrbeck dort später die Eisfabrik Hermann E. Mudrack.
Durch die Berliner Nordbahn (1877), die Kremmener Bahn (1893) und die Heidekrautbahn (1901) wurde die Verkehrsanbindung des Ortes deutlich verbessert. Ab 1881 wurde der Vorort auch durch mehrere Pferdebahnlinien erschlossen. Dies führte unter anderem zu einem starken Bevölkerungsanstieg. 1874 wurde der Amtsbezirk Reinickendorf gegründet. Erster Vorsteher wurde Adolf Kuhn. Sein Nachfolger Friedrich Wilke trat 1884 ins Amt und wurde 1919 infolge der Novemberrevolution durch die Arbeiter- und Soldatenräte seines Amtes enthoben. Wilke konnte gegen 1885 ins erste Amtshaus im Dorfkern (Alt-Reinickendorf 38) einziehen. Neben dem Amtshaus war dort auch das Amtsgefängnis und das Armenhaus untergebracht.
Nach dem Jahr 1870 erlebte das Vereinswesen auch in Reinickendorf eine Blütezeit. So wurde vom Amtsvorsteher Wilke der Männer-Turnverein ins Leben gerufen. Franz Krause gründete 1896 den Turn- und Sportverein Froh und Heiter. Später entstand 1906 durch den Zusammenschluss von Arbeitern und Angestellten der Gesangsverein 06. 1914 wurde der Männerchor Edelweis gegründet. Etwa zur selben Zeit siedelten sich Wohlhabende mit Villen am Schäfersee an.
Infolge der zunehmenden Verstädterung verschwand die ländliche Bevölkerung weitgehend. So gab es um 1892 nur noch zwei Bauern in Reinickendorf. Der größte Teil der 12.000 Einwohner setzte sich jetzt aus Beamten aus Berlin, Schlächtern, Wild- und Federviehhändlern, Maurern und Zimmerern zusammen. Es existierten zu diesem Zeitpunkt drei Schulgebäude, deren 30 Klassen wurden von drei Hauptlehrern und 20 Klassenlehrern unterrichtet. 1894 verzeichnet das Adressbuch die Dorfschule in der Hauptstraße 55, eine Schule in der Pankower Allee 19/20 mit einem Filialprovisorium am Hausotterplatz (später 4. Volksschule am Hausotterplatz) und eine Schule in der Humboldtstraße auch mit einer Filialschule.
Im Jahr 1892 wurde die Segenskirche an der Auguste-Viktoria-Allee geweiht. Durch den Bevölkerungsanstieg bestand die Notwendigkeit für neuen Wohnraum, woraufhin mehrere zusammenhangslose Siedlungen wie die am Bahnhof Schönholz, am Hausotterplatz und in der Amende- und Residenzstraße entstanden. Hervorhebenswert ist die von 1872 bis 1874 nach dem Vorbild englischer Cottages zwischen der Pankower und der Letteallee entstandene Lettekolonie. Sie bestand hauptsächlich aus ein- oder zweigeschossigen Wohnhäusern als Einzelhaus oder aus Doppel- und Reihenhäusern. Benannt wurde sie nach Adolf Lette, der sich als einer der ersten für den Bau ländlicher Wohnungen einsetzte. Infolge des stetigen Zuzuges stiegen 1892 die Grundstückspreise von 75 auf 250 Mark pro Quadratrute an.

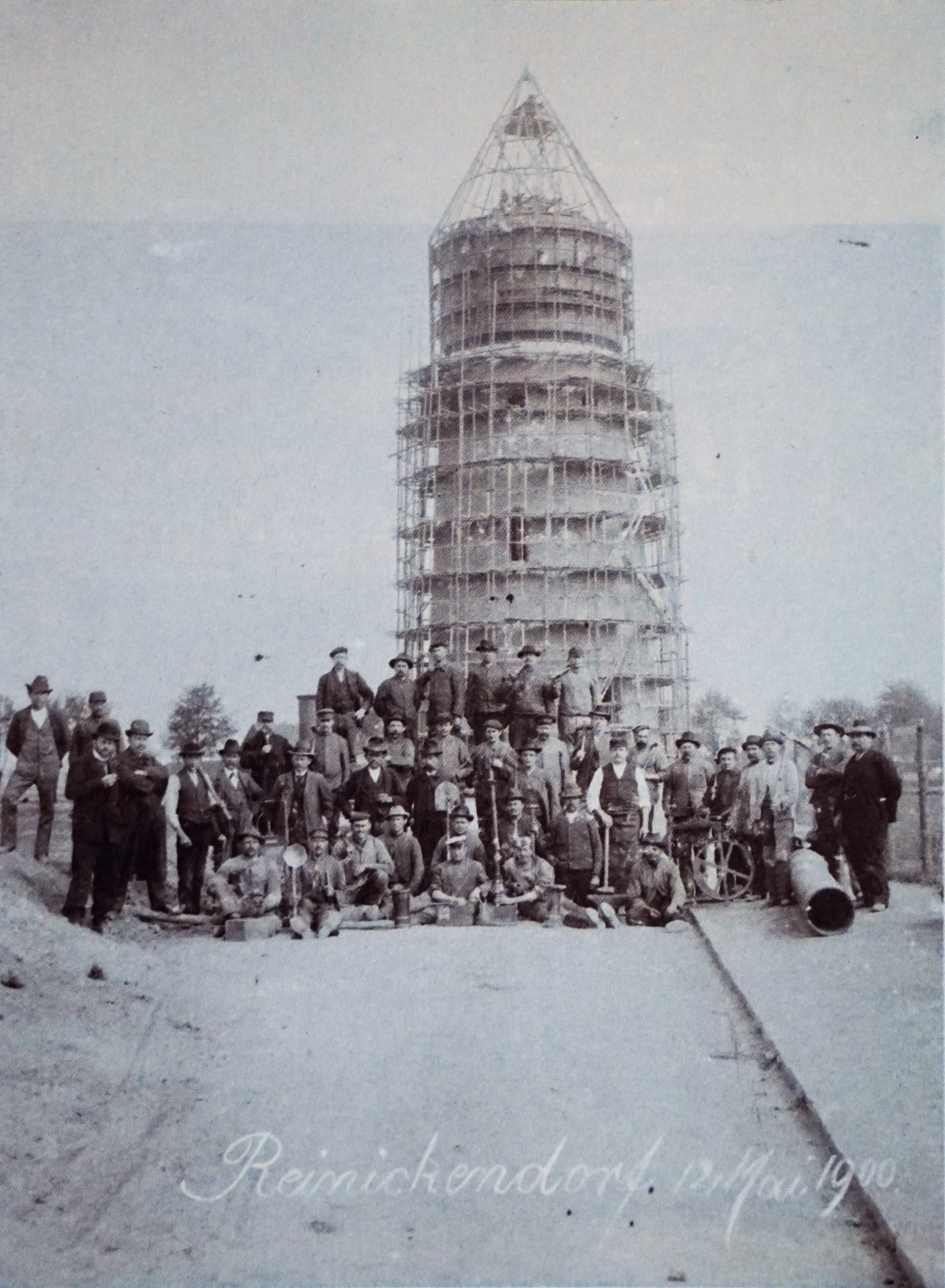
Wasserturm am Hausotterplatz, ein Jahr vor seiner Fertigstellung im Herbst 1901

Im Verlauf der Gründerzeit wurde im Jahre 1893 der größte Produktionsstandort der Deutschen Spirituosen-Fabrik AG, bekannt unter der Marke Monopol, für Ethylcyclohexan in der Provinzstraße 40 eröffnet. Sie existierte bis zum Jahr 1986. Die Hochphase der Industrialisierung wurde ab 1895 mit der Entstehung eines Industrieviertels nördlich des Dorfangers erreicht. Es befand sich zwischen der Kremmener Bahn und der Nordbahn.
Die erste Pferdebahnlinie in den Ortskern wurde im November 1889 fertiggestellt und am 1. Februar 1890 eingeweiht. Im Jahre 1900 verliefen vier später entstandene Straßenbahnlinien der Großen Berliner Straßenbahn durch die Gemeinde nach Berlin. Sie führten von Reinickendorf (Dorfkirche) bis zur Charlottenstraße beziehungsweise über Gesundbrunnen nach Kreuzberg und von der Charlottenstraße über Reinickendorf nach Tegel beziehungsweise Dalldorf. Im gleichen Jahr ging der Straßenbahnhof Reinickendorf in der Pankower Allee in Betrieb. Die durch Nachtwächter bedienten Petroleumlampen wurden durch eine Straßenbeleuchtung, bestehend aus 272 elektrischen Laternen und 400 Gaslampen, ersetzt. Im selben Jahr wurde die Wasserversorgung erheblich verbessert. So wurde eine Wasserleitung bis zum Wasserwerk Tegel gelegt. Um die Wasserversorgung auch zu Stoßzeiten zu verbessern, wurde an der Winterstraße Ecke Reginhardstraße 144/148 ein Wasserturm durch den Ingenieur Otto Smreker geplant und durch Maurermeister Dermitzel ausgeführt. Das Richtfest des Wasserturms fand am 12. Mai 1900 statt, im Herbst 1901 wurde er fertiggestellt. Durch eine Sammlung der Straßenanlieger zwischen 1889 und 1900 in Höhe von zwei Millionen Mark konnte die Pflasterung von 26 Kilometer Straßen abgeschlossen werden. Der ursprünglich ländliche Charakter Reinickendorfs war nun größtenteils verloren.
Ab 1909 begann der Bau von Laubenkolonien auf einstigen Ackerland. Hervorhebenswert ist diesbezüglich der Überfall auf die Laubenkolonie Felseneck, bei dem unter anderem der Arbeiter Fritz Klemke 1932 Opfer der Nationalsozialisten wurde. Die Klemkestraße und der Klemkepark wurden später nach ihm benannt.
1910 erbauen die Gemeinden Reinickendorf, Tegel, Wittenau und Rosenthal zusammen das Krankenhaus an der Teichstraße (heute: Vivantes Humboldt-Klinikum). Ein Jahr später wurde das Rathaus Reinickendorf, geplant von Fritz Beyer, am Eichborndamm eröffnet. Um 1910 befand sich am Schäfersee ein Seebad, in dem Damen und Herren getrennt schwimmen konnten. Die St.-Marien-Kirche an der Klemkestraße wurde 1919 geweiht.

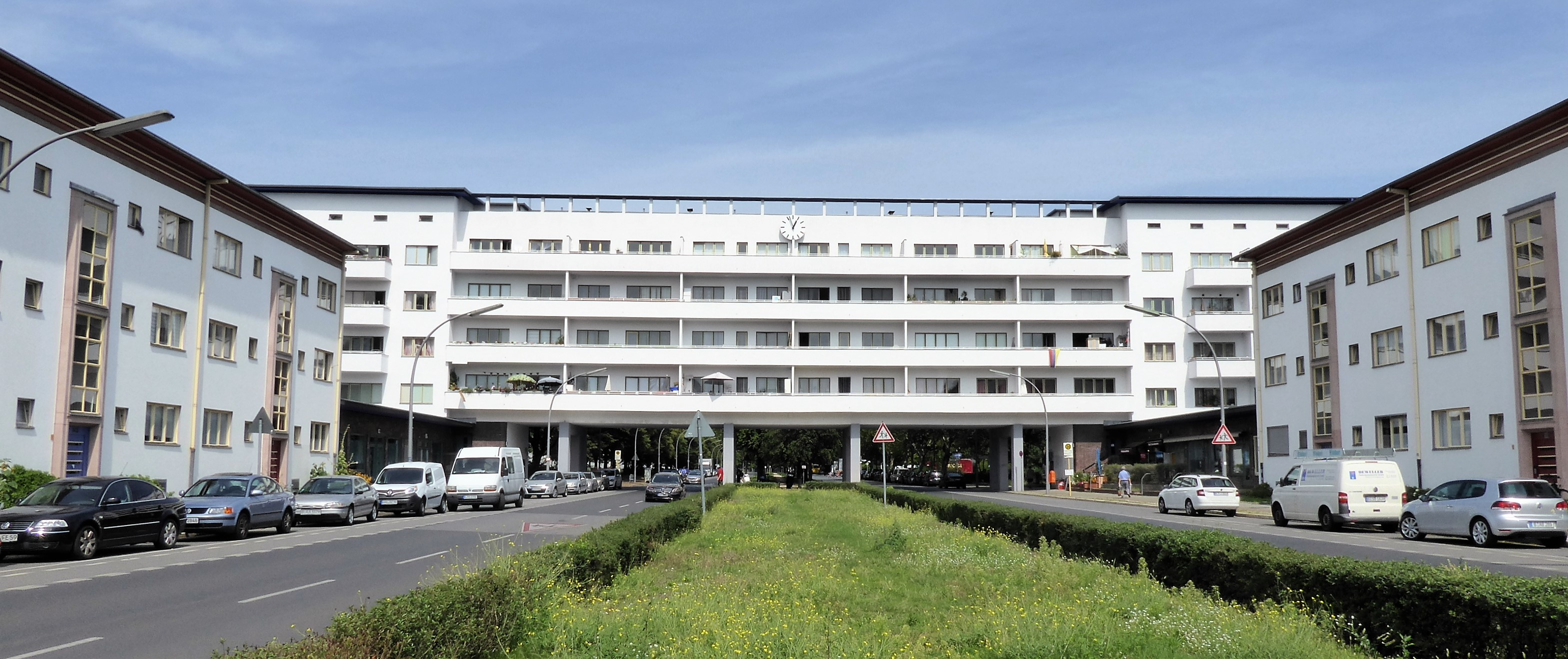
Die Weiße Stadt an der Aroser Allee

Bis Ende der 1920er Jahre entstanden mehrere Siedlungsbauten. Waren die bisher erbauten Siedlungen wie etwa die Lettekolonie von einer ländlichen Bebauung geprägt, wurden nun platzsparende zwei- bis dreigeschossige Siedlungen hauptsächlich von der neugegründeten Primusgesellschaft erbaut. Dazu zählen unter anderem die klassizistische Siedlung Paddenpuhl am Breitkopfbecken, die Siedlung an der Ragazer Straße durch die Architekten Grisebach und Rehmann und die im Stil der neuen Sachlichkeit erbaute Weiße Stadt an der Aroser Allee. Sie wurde nach Plänen der Architekten Otto Rudolf Salvisberg, Bruno Ahrends und Wilhelm Büning nach dem Städtebauentwurf von Otto Rudolf Salvisberg 1931 erbaut und im Juli 2008 als eine von sechs Siedlungen der Berliner Moderne in die UNESCO-Welterbe-Liste aufgenommen. Die Weiße Stadt bildete einen direkten Gegensatz zu den wilhelminischen Mietskasernen und war auch gleichzeitig der Inbegriff besserer Wohnverhältnisse.
Reinickendorf gehörte zum Landkreis Niederbarnim in der preußischen Provinz Brandenburg. Im Jahr 1920 wurde der Ort nach Groß-Berlin eingemeindet und Namensgeber des gleichnamigen Bezirks. Im Jahr 1929 entstand in der Baseler Straße 18 das Gemeindehaus Lutherhaus der evangelischen Luther-Kirchengemeinde.
Auch wenn Reinickendorf in den 1930er Jahren seinen ländlichen Charakter schon lange verloren hatte, dominierten selbst an der Residenzstraße noch Baulücken die Szenerie. Außer einigen wenigen Wohnungen an dem von der Residenzstraße abzweigendem Grünrockweg und in der Mittelbruchzeile gab es wenige Neubauten.
Von den alliierten Luftangriffen im Zweiten Weltkrieg wurde hauptsächlich die Gegend um den Franz-Neumann-Platz und den Kurt-Schumacher-Platz getroffen. Nach dem Ende des Zweiten Weltkriegs wurde die Bezirksverwaltung aus dem Amtshaus Reinickendorf in die nicht mehr benötigten Büroräume der Argus-Motorenwerke in der Flottenstraße 34–49 verlegt. Reinickendorf wurde bis zur deutschen Wiedervereinigung 1990 Teil des Französischen Sektors von Berlin.
1956 wurde die Evangeliumskirche am Hausotterplatz geweiht. 1960 wurde das nach Paracelsus benannte Paracelsus-Bad fertiggestellt. Um den stetig gewachsenen Wohnungsbedarf zu decken, entschied man sich, auch die Laubenkolonien in Reinickendorf-West zu bebauen. So wurden Wohnkomplexe mit insgesamt 2200 Wohnungen zwischen der Teich- und Holländerstraße von der Gagfah und am Lübener Weg von der GSW geschaffen. Das Bauensemble zwischen der Teich- und Holländerstraße wurde später unter Denkmalschutz gestellt. 1962 wurde die Stadtbibliothek am Schäfersee eröffnet und im Jahr 1969 die Albert-Schweitzer-Kirche erbaut. In den 1960er Jahren entstanden Betriebe des Gartenbaus und der Geflügelzucht zwischen dem Dorf Lübars und dem Märkischen Viertel.

### Seit 1990
Nach dem Mauerfall zogen die Besatzungsmächte aus ganz Berlin ab. Die Grenze zum östlichen Nachbarbezirk Pankow konnte wieder ungehindert passiert werden. Auf früheren Militärstandorten entwickelten sich vor allem Gewerbeflächen. Gartenbau- und Geflügelzuchtbetriebe nutzten ein Areal von rund zehn Hektar, wurden aber seit Ende der 1990er Jahre teilweise aufgegeben, weil im Berliner Umland mehr Entwicklungspotenzial vorhanden ist. Ein im Jahr 2018 vom Berliner Senat veröffentlichter Stadtentwicklungsplan sieht vor, dass hier „kleinteilige Wohnnutzung“ ermöglicht werden soll, bis zum Jahr 2025 sollen 250 bis 500 neue Wohnungen entstehen.
Der Ortsteil lag in der Einflugschneise des westlich angrenzenden damaligen Flughafens Tegel. Die Belastung der Anwohner durch den Fluglärm war im Ortsteil Reinickendorf besonders hoch. Einige der Wohngebäude erhielten infolgedessen in den 1960er und 1970er Jahren Schallschutzfenster. Aufgrund der Anforderungen an den baulichen Lärmschutz wurden in Reinickendorf seit den 2000er Jahren nur wenige Wohngebäude errichtet. Der Flughafen Tegel wurde nach der Fertigstellung des Flughafens Berlin Brandenburg (BER) im Jahr 2020 geschlossen.

## Bevölkerung
| Jahr | Einwohner |
| ---- | --------- |
| 1858 | 00.583    |
| 1871 | 01.245    |
| 1880 | 05.127    |
| 1890 | 10.064    |
| 1900 | 14.779    |
| 1910 | 34.299    |
| 1913 | 40.058    |
| 1919 | 41.289    |
| 1923 | 0043.320  |

| Jahr | Einwohner |
| ---- | --------- |
| 1927 | 0052.006  |
| 1933 | 0069.282  |
| 1937 | 0074.501  |
| 1946 | 63.208    |
| 1950 | 68.211    |
| 1960 | 75.471    |
| 1970 | 80.397    |
| 1987 | 71.350    |
| 2000 | 74.166    |

| Jahr | Einwohner |
| ---- | --------- |
| 2007 | 72.636    |
| 2010 | 73.860    |
| 2015 | 79.752    |
| 2020 | 83.972    |
| 2021 | 83.467    |
| 2022 | 83.912    |
| 2023 | 84.652    |
| 2024 | 85.618    |

Quellen: 1871–1919 Gross-Berlin: Geographie der Weltstadt, Friedrich Leyden 1933; 1923–1987 Statistisches Jahrbuch von Berlin (jeweilige Jahre); ab 2007 Einwohnerregisterstatistik Berlin Amt für Statistik Berlin-Brandenburg (jeweilige Jahre)

## Sehenswürdigkeiten

### Bauwerke
- Dorfkirche Reinickendorf aus dem 15. Jahrhundert
- Weiße Stadt, Siedlung der Klassischen Moderne, seit 2008 UNESCO-Welterbe
- Amtshaus Reinickendorf, ehemaliger Sitz der Gemeinde- und Amtsverwaltung Reinickendorfs
- Bauernhof Großkopf
- Postgebäude Residenzstraße 24–25
- Segenskirche, neugotische Hallenkirche von 1892
- St.-Marien-Kirche, 1919 eingeweiht
- Evangeliumskirche, 1956 eingeweiht
- Albert-Schweitzer-Kirche, 1969 eingeweiht
- Siedlung Luisenhof, Wohnsiedlung, errichtet 1919/1920

### Parks und Gartenanlagen
- Friedhof Reinickendorf
- Klemkepark
- Kienhorstpark
- Grünanlage am Schäfersee

## Infrastruktur

### Verkehr
Öffentlicher Personennahverkehr
Zwei U-Bahn-Linien führen durch den Ortsteil: die Linie U8 mit den Bahnhöfen Lindauer Allee, Paracelsus-Bad, Residenzstraße und Franz-Neumann-Platz sowie die Linie U6 mit den Bahnhöfen Otisstraße, Scharnweberstraße und Kurt-Schumacher-Platz.
An das Berliner S-Bahn-Netz ist Reinickendorf durch die Linien S1 und S26 mit den Bahnhöfen Wilhelmsruh und Schönholz an der Berliner Nordbahn sowie S25 mit den Bahnhöfen Eichborndamm, Karl-Bonhoeffer-Nervenklinik, Alt-Reinickendorf und Schönholz an der Kremmener Bahn angeschlossen.
Weiterhin verkehren mehrere Omnibuslinien im Ortsteil.
Individualverkehr
Hauptverkehrsstraße ist der Straßenzug Lindauer Allee–Residenzstraße (Bundesstraße B 96 ab der Einmündung der Roedernallee). Die Bundesautobahn A 111 mit den Anschlussstellen Seidelstraße, Eichborndamm und Kurt-Schumacher-Platz führt durch den Ortsteil.

### Sport
- Füchse Berlin Reinickendorf, die Handballmannschaft spielt in der Handball-Bundesliga, die Fußballmannschaft in der Berlin-Liga
- BFC Alemannia 90, Spielstätte Ollenhauerstraße 64

## Persönlichkeiten

### Söhne und Töchter Reinickendorfs
- Robert Fuchs (1895–1977), Generalmajor der Luftwaffe im Zweiten Weltkrieg
- Rudolf Kulicke (1903–1967), Politiker (SPD)
- Paul Schultz-Liebisch (1905–1996), Maler und Grafiker
- Werner Siebarth (1907–1976), Historiker
- Toni Mau (1917–1981), Malerin und Grafikerin
- Erna Lauenburger (1920–1944), Opfer des Nationalsozialismus
- Jürgen W. Bösche (1928–2015), Jurist
- Hubert Vogt (1936–2016), Politiker (CDU)
- Burkhard Alexander (* 1938), Fußballspieler und Trainer
- Josef Vosen (1943–2012), Politiker (SPD)
- Michael Werlin (* 1947), Fernsehregisseur
- Ralf Reinders (* 1948), Terrorist
- Michael Zaremba (1955–2012), Schriftsteller
- Bernd Schultz (* 1957), Präsident des Berliner Fußball-Verbandes
- Jens Augner (* 1971), Politiker (Bündnis 90/Die Grünen)

### Mit Reinickendorf verbundene Persönlichkeiten
- Käthe Paulus (1868–1935), Luftschifferin, lebte in der Gotthardstraße 105 (Gedenktafel)
- August Kaufhold (1871–1941), Architekt der St.-Marien-Kirche
- Heinrich Straumer (1876–1937), Architekt von Wohnanlagen in Reinickendorf
- Hans Krecke (1879–1945), Gemeindebaurat in Reinickendorf
- Reinhold Reppin (1879–1945), Gemeindebaumeister in Reinickendorf
- Georg Heyer (1880–1949), Architekt der Siedlung Luisenhof
- Erik Liebreich (1884–1946), Elektrochemiker, Gründer der Rostschutzfarbwerke Dr. Liebreich in Reinickendorf
- Erwin Anton Gutkind (1886–1968), Architekt von Wohnanlagen in Reinickendorf
- Paul Grunwaldt (1891–1962), Maler, lebte in der Raschdorffstraße 82 (Gedenktafel)
- Max Hodann (1894–1946), Stadtarzt in Reinickendorf, lebte in Alt-Reinickendorf 45 (Gedenktafel)
- Fritz Klemke (1905–1932), Opfer des Nationalsozialismus, lebte in Reinickendorf
- Günter Zemla (1921–2000), Politiker (CDU), Grundschulrektor in Reinickendorf
- Oskar Siebert (1923–2009), Musiker, lebte in Reinickendorf
- Horst Dietze (* 1928), Jurist, Kommunalpolitiker (SPD), Journalist und Kirchenfunktionär, von 1964 bis 1975 Bezirksstadtrat für Volksbildung in Reinickendorf, Begründer der Graphothek und Artothek Berlin
- Inge Pape (* 1937),  Malerin und Grafikerin, lebt in Reinickendorf
- Katja Ebstein (* 1945), Sängerin, in Reinickendorf aufgewachsen
- Emine Demirbüken-Wegner (* 1961), Politikerin (CDU), lebt in Reinickendorf
- Uwe Brockhausen (* 1963), Politiker (SPD), Bezirksbürgermeister, in Reinickendorf aufgewachsen
- Frank Balzer (* 1964), Politiker (CDU), langjähriger Bezirksbürgermeister, lebt in Reinickendorf
- Robert Russ (* 1971), Musikproduzent, lebt in Reinickendorf
- Playboy 51 (* 1977), Sänger und Rapper, lebt in Reinickendorf
- Mariama Jamanka (* 1990), Bobsportlerin, in Reinickendorf aufgewachsen